# Santiago Ramírez (Fußballspieler)
Santiago Ramírez, vollständiger Name Santiago Ramón Ramírez Debali, (* 12. März 1998 in Paysandú) ist ein uruguayischer Fußballspieler.

## Karriere

### Verein
Offensiv- bzw. Mittelfeldakteur Ramírez spielte seit 2011 für die Nachwuchsmannschaften des Danubio FC. Am 31. August 2016 debütierte er bei den Profis in der Primera División, als er von Trainer Leonardo Ramos am 1. Spieltag der Spielzeit 2016 beim 2:1-Heimsieg gegen Nacional Montevideo in der 75. Spielminute für Alejandro Peña eingewechselt wurde. Während der Saison 2016 kam er zweimal (kein Tor) in der Liga zum Einsatz.

### Nationalmannschaft
Ramírez gehörte von 2012 bis 2013 der U-15-Auswahl Uruguays an und erzielte in diesem Zeitraum acht Länderspieltore.